# Горячее поле (Черновка)
Горя́чее по́ле — исторический район Санкт-Петербурга. Находился на правом берегу Невы недалеко от леса Чернова (район Черновка). Теперь по территории бывшего Горячего поля проходит Народная улица.

## История
Горячее поле появилось в конце XIX века как район трущоб и включало в себя свалку, куда свозились отходы предприятий правобережья. Мусор постоянно горел и чадил, что и дало району название. Как и Горячее поле Московской заставы, этот район был пристанищем бедноты, которые строили в грудах мусора землянки, и о нём ходила «дурная слава».

## Упоминания
Анна Ахматова в стихотворении «Петербург в 1913 году» упоминает Горячее поле недалеко от Невской заставы:
Паровозик идет до Скорбящей,
И гудочек его щемящий
Откликается над Невой.
В черном ветре злоба и воля.
Тут уже до Горячего Поля,
Вероятно, рукой подать.Анна Ахматова